# Сон (ван Пекче)
Сон (кор. 성왕, 명왕, 성명왕, 聖王, 明王, 聖明王, Seong-wang, Myeong-wang, Seongmyeong-wang, Sŏng-wang, Myŏng-wang, Sŏngmyŏng-wang; пом. 554) — корейський ван, двадцять шостий правитель держави Пекче періоду Трьох держав.

## Походження
Був сином вана Мурьона. Зійшов на трон після смерті батька 523 року.

## Правління
Сон відомий як великий покровитель буддизму. Ван збудував багато храмів і подарував священикам буддійські тексти, привезені з Індії. 528 року буддизм став офіційною релігією в Пекче. Сон підтримував дипломатичні відносини з китайською державою Лян, а також з Ва.
538 року Сон переніс столицю з Унджіна на південь до міста Сабі (сучасний повіт Пуйо), на берегах річки Кимган. Це було зроблено з метою зміцнення центральної влади, що зазнала збитків від місцевих кланів. Ван цілком реорганізував державне управління, звівши до мінімуму вплив аристократії на політику Пекче. Більше того, Сон змінив назву країни на Нампуйо.
Правління Сона позначилось спільними перемогами Пекче та Сілли над Когурьо. Зрештою, 551 року Сон повернув собі всі завойовані Когурьо території. Вже за два роки сили Пекче атакували фортеці на території Когурьо. Водночас Сілла, таємно змовившись із Когурьо, здійснила підступний напад на виснажену війнами Пекче та захопила долину річки Хан. Наступного року Сон на чолі 30-тисячного війська здійснив напад на Сіллу, але зазнав нищівної поразки й сам загинув у битві.